# Oncidium excavatum
O Oncidium excavatum é uma espécie de orquídeas do gênero Oncidium, da subfamília Epidendroideae pertencente à família das Orquidáceas. É nativa da América Central até o Peru.

## Sinônimos
- Oncidium rupestre Lindl. (1845)
- Oncidium aurosum Rchb.f. & Warsz. (1854)
- Oncidium excavatum var. aurosum (Rchb.f. & Warsz.) Lindl. (1855)
- Oncidium rupestre var. skinneri (Lindl.) Lindl. (1855)
- Oncidium skinneri Lindl. (1855)
- Oncidium excavatum var. dawsonii B.S. Williams (1885)
- Oncidium boissieri Kraenzl. (1922)